# デント郡 (ミズーリ州)
デント郡（英: Dent County）は、アメリカ合衆国ミズーリ州の中央部南東に位置する郡である。2010年国勢調査での人口は15,657人であり、2000年の14,927人から4.9%増加した。郡庁所在地はセイラム市（人口4,950人）であり、同郡で人口最大の都市でもある。デント郡は1851年2月10日に設立され、郡名は1835年にバージニア州から移ってきた初期開拓者ルイス・デントに因んで名付けられた。

## 歴史
デント郡となった地域の最初期訪問者はヘンリー・スクールクラフトであり、地図も情報もない時代だった。1818年、スクールクラフトとリーバイ・ペティボーンがポトシの地域を冒険のために離れた。そのような冒険は空腹になり、道に迷い、孤独で危険な性格のものだった。ポトシからは現在の州道8号線のある西に向かった。彼らは南に転じてデント郡南部とシャノン郡を抜け、スクールクラフトがカレント川を見つけて、「肥沃な岸と清澄であわ立つ水のある素晴らしい水流」と記した。今日この水域は観光客を集めており、特にオザーク国立景観河川路のカレント川やジャックスフォーク川で、夏に多くのカヌーを楽しむ人や、泉、洞穴、急流を楽しむ人々がいる。スクールクラフトはスプリングフィールド地域に移動し、その後ホワイト川を経て北のポトシに戻った。89日間の旅だった。
デント郡にあるホワイト川トレイルはインディアンが使っていた道だった。後に「涙の道」の1つとなり、多くのチェロキー族インディアンがオクラホマ州に移動させられた。インディアンの中にはデント郡に留まった者もあり、現在はチェロキー族の血筋を誇っている。その道跡はスライゴから南西のセイラムの北、スプリング・クリーク沿いのエフレイム・ブレッシー農園まで曲がりくねって続いている。現在のメイプルズ近くで郡内を出る。
最初の白人開拓者はジョージ・コールであり、ショートベンド近く、メラメック川沿いで開墾し農園を開いた。ここには後にネルソンミルができた。水力が使え、輸送が難しかったので、新しい土地に定着するには製粉所が重要だった。1829年に来た初期開拓者は大半がメラメック川、スプリング・クリーク、およびドライフォークの流域に入った。土地は1エーカー (4,000 m2）あたり5セントで購入できた。1829年の開拓者にはウィリアム・ソーントン、ダニエル・トラウトマン、ダニエル・W・ウーリバー等がおり、続いてウィリアム・ブラックウェル、エリシャ・ネルソン、ジェリー・ポッツ、エフレイム・ブレッシー、ロバート・レナード、アブナー・ウィングフィールド、ルイス・デント、ウィルソン・クラドック、トマス・ヒギンボザム、ジャック・ベリー、サイラス・ハンビー、スミス・ウォフォード、ターキル・マクニール、ジョン・ハイアー博士、サミュエル・ハイアー、デイビッド・レノックスが入ってきた。
1851年、ミズーリ州議会がクロウフォード郡とシャノン郡の一部を合わせてデント郡を設立した。郡名は初代議会議員を務めた開拓者ルイス・デントに因んで名付けられた。G・D・ブレッキンリッジ、サミュエル・ハイアー、ジョサム・クラークが最初の郡役人に選出された。ジョセフ・ミルサップが保安官、デイビッド・ヘンダーソンが郡事務官を務めた。かれらはブレッシー農園で会合を開いた。
セイラム市の初代市長は、ミズーリ州議会が1860年に村に関する法を成立させた後、指名されたか、選出されたかだった。その市長はW・P・ウィリアムズであり、「リップ」と呼ばれることが多かった。それは彼の感情や意見を激しく表に出すことから来ていた。ウィリアムズはデント郡に長く住み、終生著名市民だった。1860年に市長になったが、いつまで勤めたかは不明である。1861年に南北戦争が始まり、市政府は一時閉鎖された。ウィリアムズの後は、セイラムに家があり著名農家だったO・A・キネモアが市長になったと記録されている。次は弁護士で議員だったE・T・ウィンゴ、その次は法律家だったが実務は行わなかったC・L・アレンだった。アレンは巡回裁判所事務副官と検認判事も務めた。アレンの後はサミュエル・ザックスだった。これら市長の在任期間に関する記録は無いが、1870年から1881年の間だった可能性がある。
1851年あるいは1852年頃に建設された木造の郡庁舎が初代であり、セイラムの北東、ウィングフィールド農場にあった。1852年から1853年、現在の郡庁舎の南に郡庁舎が建てられた。この建物は20フィート (6 m) x 40フィート (12 m) の大きさで、J・T・ガービンが800ドルで建てた。この庁舎は南北戦争中に焼かれた。次の庁舎は1864年に建設され、1866年5月にこれも火事で焼けた。1870年に15,500ドルを掛けて建てられたのが現行庁舎であり、ビクトリア様式のその建物はアメリカ合衆国国定歴史建造物に指定されている。A・E・ダイがデント郡に来てこの庁舎を建設した。その息子E・L・ダイがこれを手伝い、その後郡内で指導的な建設者になった。W・P・エルマーはその歴史報告書で、庁舎が完成したとき、その写真が「マクルアズ・マガジン」や東部の新聞に掲載され、西部での発展の様を示したと記した。
鉱物資源がデント郡経済に大きな役割を果たした。スライゴに造られた鉄の溶解炉は大きなもので、1880年に操業開始し、1923年まで43年間使われた。スライゴの製鉄所は州内ではメラメック、ミッドランド、ノバスコシアに次いで4番目のものだった。セイラムのシモンズヒル、オーチャード・バレーとチェリー・バレー、ミルサップ、ポメロイ、ホーキンスバンクス、レッドヒルおよびスコシアには鉄鉱石の大きな鉱床があった。エルマーに拠れば、スライゴの製鉄所は州内の他の製鉄所よりも成功し、最も長く続いたと記している。クルックト・クリーク沿いに建設されたスライゴの製鉄所は、毎日60ないし80トンの銑鉄を生産し、100トンになることもあった。1870年にペンシルベニア州ニューキャッスルから来たE・B・サンキーが、キューバからセイラムまで、セントルイス・セイラム・アンド・リトルロック鉄道の測量を行った。スライゴ・アンド・イースタン鉄道がイーストエンドまで支線を敷き、溶解炉のために木炭を製造する窯に使う木材を集めた。スライゴの人口は最盛期に1,000人に達した。
近年で最大の鉱業と製造を行っているのはセイラムの東30マイル (50 km) ほどにある「ニューリードベルト」である。セントジョー鉛社が隣接するアイアン郡のバイバーナムで鉱業ブームを起こし、間もなく他の鉱業会社も土地と鉱業権を購入した。鉱業で新しい家族が入り、給与も良く、多くの者はセイラム市に住む場所を選んだ。近くのセントフランソア郡にあるドーランでは、今日でも鉱業とバッテリーの再生を行っている。
1909年、開拓者23人の集団がセイラム・ライト・アンド・パワー者を興して、セイラムに電灯を灯す夢を実現した。セイラム市がこの発電システムを買い取り、2つの大きなディーゼル発電機で電気を起こした。この発電機では需要に追いつかなくなり、またコストが見合わなくなったとき、市はショー・ミー・パワー社と契約した。トマス・A・ブルースが最初の電話システムを導入した。チャーリー・ジェフリーズがブルースの事業に加わり、1900年頃に装置をつけた。家庭の電話料金は月1ドル、店舗は1.25ドルだった。ブルースは眼を患い、1942年5月8日に死亡するまで30年間盲目だった。電話システムはユナイテッドテレフォン、現在のスプリントに売却された。
セイラムは暫くの間鉄道枕木の製造と出荷で世界でもトップクラスだった。初期の製材会社が広大なオザークの松林を伐採したが、木材は大きな財産のままであり、ホワイトオークの樽板、オークの床板、木枠、豆炭、板材があった。バンカーのバンカー・カラー・ランバー会社は地域最大の会社であり、広大な地域から窯用の木材を取り出した鉱業と同様に、バンカー・カラーは鉄道を使って材木を運んだ。
デント郡は経済の上昇加工を味わったが、世界恐慌の間も銀行が5行失敗も無くあったことを誇りにしている。世界恐慌の時代は多くの変化をもたらした。市民保全部隊が若者をこの地域に連れてきたので、その多くが留まった。ボスとインディアントレイルには市民保全部隊のキャンプがあった。広さ13,503エーカー (54.64 km2) のインディアントレイル保全地域には、隊員が延長55マイル (89 km) の道路の大半を建設した。保全局は開墾された土地を1エーカー2.5ドルで購入した。
デント郡の熟練労働者が縫製品産業を興した。イーライ・ウォーカー社の4階建て工場が最初だった。第二次世界大戦後、インダストリアル・ビルディング社がインターナショナル・シュー・ファクトリの資金を集めた。セイラム・スポーツウェア、バラード・ランジェリー、パラマウント・キャップ、ハゲイルなどその他の工場も続いた。今日、国際競争のために地域の縫製品産業はほとんどなくなってしまった。
今日のデント郡で最大の雇用主はU.S.フードサービスであり、セイラムでクレイグ・ディストリビューションとして始められた。第二次世界大戦後、ファリス・クレイグが小型トラックとピーナッツの自動販売機で事業を始めた。1986年、クレイグはクラフト・フーズに事業売却し、クラフトはアリアントに売り、現在はU.S.フードサービスが所有している。クレイグはセイラム市にクレイグ・プラザ、アリス・ルー・クレイグ市民スイミングプール、最ラム観光案内所、オザーク自然文化資源センターという遺産を残した。
第二次世界大戦後から1950年代、1960年代、1970年代を通じて、デント郡は変化していった。1950年には1教室だけの学校が60もあったが、統合によってこれらを5つの教育学区とセイラムとバンカーの2つの高校に減らした。道路が建設され改良された。セイラム記念地区病院が建設され、大きな産業となった。
ミズーリ大学公開教育制度によって郡はミズーリ州の豚と子牛の飼育業首都となり、毎年春と秋には大きさと品質を書かれた多量の家畜がオークションに掛けられている。農家所有者の高齢化によって農村人口が減少し、この売買も終わってきた。

## 地理
アメリカ合衆国国勢調査局に拠れば、郡域全面積は754.51平方マイル (1,954.2 km2)であり、このうち陸地753.54平方マイル (1,951.7 km2)、水域は0.97平方マイル (2.5 km2)で水域率は0.13%である。

### 主要高規格道路
- ミズーリ州道19号線
- ミズーリ州道32号線
- ミズーリ州道68号線
- ミズーリ州道72号線

### 空港
- セイラム市民空港

### 隣接する郡
- クロウフォード郡 - 北東
- アイアン郡 - 南東
- レイノルズ郡 - 南東
- シャノン郡 - 南
- テキサス郡 - 南西
- フェルプス郡 - 北西

### 国立保護地域
- マーク・トウェイン国立の森（部分）
- オザーク国立景観河川路（部分）

## 人口動態
以下は2000年の国勢調査による人口統計データである。
| 基礎データ - 人口: 14,297人 - 世帯数: 5,982 世帯 - 家族数: 4,277 家族 - 人口密度: 8人/km2（20人/mi2） - 住居数: 6,994軒 - 住居密度: 4軒/km2（9軒/mi2） 人種別人口構成 - 白人: 97.07% - アフリカン・アメリカン: 0.40% - ネイティブ・アメリカン: 0.73% - アジア人: 0.21% - 太平洋諸島系: 0.01% - その他の人種: 0.17% - 混血: 1.41% - ヒスパニック・ラテン系: 0.75% 年齢別人口構成 - 18歳未満: 24.9% - 18-24歳: 7.6% - 25-44歳: 25.6% - 45-64歳: 24.1% - 65歳以上: 17.7% - 年齢の中央値: 40歳 - 性比（女性100人あたり男性の人口） - 総人口: 94.3 - 18歳以上: 90.7 | 世帯と家族（対世帯数） - 18歳未満の子供がいる: 30.6% - 結婚・同居している夫婦: 59.0% - 未婚・離婚・死別女性が世帯主: 9.1% - 非家族世帯: 28.5% - 単身世帯: 25.0% - 65歳以上の老人1人暮らし: 13.1% - 平均構成人数 - 世帯: 2.45人 - 家族: 2.90人 収入と家計 - 収入の中央値 - 世帯: 32,991米ドル - 家族: 40,2587米ドル - 性別 - 男性: 26,590米ドル - 女性: 17,500米ドル - 人口1人あたり収入: 16,728米ドル - 貧困線以下 - 対人口: 17.2% - 対家族数: 12.7% - 18歳未満: 24.3% - 65歳以上: 12.2% |

## 教育
デント郡の25歳以上の住民のうち、66.3%は高校卒以上の学歴を持ち、10.1%は学士以上の学位を持っている。
郡内の高等教育機関として、セイラム市にサウスウェスト・バプテスト大学の衛星キャンパスがある。

## 宗教
2000年宗教データアーカイブ協会郡別信徒報告書に拠れば、デント郡は福音主義プロテスタントが最多数を占めるバイブル・ベルトにある。最も多い会派は南部バプテスト連盟の67.22%、続いてアッセンブリーズ・オブ・ゴッドの6.43%、カトリック教会の5.91%である。

## 都市と町
| - ボス - バンカー - ドス | - グラッデン - ジャドウィン - レイクスプリング | - レコマ - レノックス - モントーク | - セイラム - 郡庁所在地 - スライゴ |

## 政治

### 地方
デント郡の地方レベルでは民主党が大半の政治を支配しており、郡の選挙で選ばれる役職14人のうち8人は占めている。

#### 国政
大統領選挙のレベルでは共和党寄りの郡である。2000年と2004年の大統領選挙では、ジョージ・W・ブッシュが2対1の票差でデント郡を制した。1992年に郡を制したビル・クリントンが最後の民主党候補となっている。2008年の選挙では、州内の田園部にある郡と同様、バラク・オバマよりジョン・マケインを選んだ。
デント郡は州南東部の田園部郡と同様、社会的にまた文化的に保守的であり、それが共和党支持の傾向に影響している。2004年の州民投票では、結婚を男と女の結合として定義する州憲法改正案をデント郡は85.93%という圧倒的多数で賛成した。州全体でも71%の賛成で可決し、ミズーリ州は同性結婚を禁止する最初の州になった。2006年の州民投票では、胚性幹細胞の研究を予算化し、合法化する憲法改正案が掛けられたが、デント郡では66.49%が反対した。州全体では51%の賛成と辛うじて改正が成立し、胚性幹細胞の研究を最初に認めた州の1つになった。郡民は伝統的に社会問題に保守的であるが、最低賃金の増加のような人民主義的施策は支持する傾向にある。やはり2006年の州民投票で最低賃金を時間あたり6.50ドルに増やす命題については、デント郡では69.70%が支持した。この命題は州内のどの郡でも支持され、75.94%が賛成した。

#### 2008年大統領予備選挙
2008年の大統領予備選挙で、デント郡は二大政党の候補者をどちらも州全体と全国で二位に終わった者を選んだ。民主党の予備選挙ではヒラリー・クリントンが1位となり、共和党予備選挙では元アーカンソー州知事のマイク・ハッカビーがクリントンに僅かに及ばない得票で1位だった。